# 인도의 정치

인도의 국가 상징

인도의 정치는 인도의 헌법을 기반으로 한 민주주의 체제이다. 인도의 대통령이 상징적 국가원수로 존재하나, 실질적인 업무는 총리가 관장하는 의원 내각제이기도 하다. 또한 중앙 연방 정부와 지방의 주 정부들의 권한이 나뉘어 있으며, 헌법에 명시된 주 정부의 권한이 상당히 강력하여 사사건건 마찰을 빚는 일이 잦다. 인도의 의회는 상원(라자 사바)와 하원(로크 사바)로 나뉜 양원제를 채택하고 있다. 인도의 헌법에는 인도 대법원에 의한 사법권의 독립이 명시되어 있으며, 대법원의 주 목적은 헌법을 수호하고 중앙 정부와 지방 정부 간의 충돌을 방지하며 시민들의 권리를 공권력의 남용으로부터 보호하는 것이다. 
인도 연방정부는 국가적인 사안들, 예를 들어 국방, 경제, 외교, 통신과 교통, 화폐와 같은 사안들을 담당하며, 주 정부는 상대적으로 국지적인 업무들, 예를 들어 치안과 보건, 출산, 교육과 관련된 일들을 처리한다. 
인도는 28개의 주와 9개의 직할지로 이루어진 연방제이며, 인도의 상원의 정원은 245인으로, 대통령이 직접 지명하는 학식과 경험을 겸비한 12명 이외에는 각 주의 하원의원들이 선호투표제를 통하여 선출한다. 임기는 6년으로 2년마다 3분의 1을 다시 뽑는다. 하원의 정원은 543명으로, 543개에 달하는 각 주·직할지로부터 민주적인 보통 선거로 선출한다. 대통령은 연방의회 의원·주(州)하원의원들로 구성단 선거인단이 선출한다. 임기는 5년이고, 중임이 가능하나 3선 이상은 불가하다. 인도의 하원의원 선거는 매 5년마다 치러지는데, 이 선거에서 과반수를 차지한 최대 정당의 하원의원,(혹은 상원의원)이 총리직을 차지하며 내각을 구성한다. 현 인도 총리는 인도 인민당의 총수인 14대 나렌드라 모디 총리이다. 
최근들어 인도의 정치는 세습적인 경향이 강해졌는데, 가장 대표적인 예가 바로 인도 국민회의의 핵심 요인들이 간디, 네루 가문의 후광을 입은 인사들이라는 것이다. 이와 같은 세습 정치인들의 득세 이유로는 지나치게 많은 유권자들의 수, 제대로 교육받지 못한 유권자들, 매우 넓은 국토로 인하여 전국적인 민주적 당 체계가 제대로 잡히지 못했다는 점 등이 꼽힌다. 2019년에 인도는 이코노미스트지의 평가에서 '결함있는 민주주의'라는 평가를 받았다.
수상은 대통령이 임명하며, 각료는 수상의 권고로 대통령이 임명한다. 

## 역사
인도의 첫 총리인 고(故) 네루 수상(1893~1964)은 비동맹, 중립의 외교노선을 지켰다. 어느 한 진영에도 속하지 않음으로써 인도는 동서의 대립 완화에 기여할 수 있다는 것이 그의 입장이었다. 중국과의 평화 5원칙이 그 자세를 가장 잘 반영한 것이었다. 그러나 중국의 티베트 점령, 달라이 라마의 인도 망명, 티베트 난민의 인도 이주 등으로 중·인 친선관계는 깨지고 네루 사망 후에는 중국군이 인도의 북변을 침범하는 등의 사태를 빚어 계속 냉각상태를 보이다가 1976년 10월에 대사 교환이 성립되어 긴장완화가 이루어졌다. 
한편 1947년 인도가 오랜 영국의 지배를 벗어나 독립했을 대 힌두교가 지배적인 인도에서 회교도 지역이 분리해서 파키스탄을 세웠는데, 카슈미르의 번왕(藩王) 자신은 힌두교이나 주민은 대다수가 회교도여서 번왕은 카슈미르의 인도 귀속을 원했으나 주민 가운데는 파키스탄과의 병합을 원하는 자가 많아 양쪽이 제각기 인도와 파키스탄에 지원을 요청한 결과 양쪽 군대가 진입하여 이곳에서 충돌했다. 결국은 유엔의 개입으로 일단 소강상태에 들어갔다가 1965년 파키스탄과의 접경지대에서 다시 대충돌이 일어났다. 또한 1971년에도 인·파전쟁으로 파키스탄과의 관계가 더욱 악화되어 오다가 유엔과 소련의 중재를 거쳐 1976년 5월 양국은 공동성명을 발표하고 외교 관계를 재개하였다. 
1976년 8월 콜롬보에서 열린 제5회 비동맹 제국 수뇌회의에서 인도는 비동맹운동 리더의 지위를 과시하였다. 지난 91년 6월 총선을 통해 출범한 라오 정부는 1996년 임기 만료 때까지 비교적 안정된 정국을 운영했다. 96년 6월 고우다를 중심으로 한 신내각이 출범했지만 정국 혼란이 계속되는 진통끝에 1997년 4월 구즈랄 총리가 취임하기에 이르렀다. 1999년 10월 아탈 비하리 바지파이 총리가 취임했다. 이후 만모한 싱 총리가 잠시 집권한 이후, 인도 국민회의의 리더십 부족, 부패, 저조한 경제 성장률 등과 같은 이유로 다시 정권을 인도 인민당에 뺏겨 현재는 인도 인민당 소속 나렌드라 모디 총리가 집권하고 있다. 다만 나렌드라 모디 총리가 힌두 극우주의자이기 때문에, 인도의 우경화를 비판하는 목소리가 사회 전반에서 조금씩 커지고 있는 실정이다.

## 정당
인도의 모든 공식적인 정당들은, 국가 정당이든 지역 정당이든 간에 각자의 고유한 상징을 가지고 있어야 하며, 인도 선거 관리 위원회의 승인을 받아야만 한다. 참고로 정당의 상징들은 문맹률이 상대적으로 높은 인도에서 사람들이 투표용지에서 어떠한 정당을 찍을 지 쉽게 알 수 있게 하기 위함이다. 현재 인도 선거 관리 위원회의 정당 성립 요건은 하단과 같다.
1. 인도의 국가 정당, 혹은 지역 정당은 입법적인 실체여야만 한다.
2. 국가 정당으로 인정받기 위해서는 로크 사바(인도의 하원)에 소속 의원이 1명 이상 있어야 하며, 지역 정당으로 인정받기 위해서는 주 의회에 소속 의원이 1명 이상 있어야만 한다.
3. 정당의 후보자들은 오직 당원들 사이에서만 선출할 수 있다.
4. 사람들의 인지도가 현격히 낮은 정당은 본 상징을 일정 기간 사용할 수 있고, 한동안 정당 지지도를 끌어올릴 때까지 상징을 소유할 수 있으나, 만일 지속적으로 사람들의 관심도가 미미하다면 상징의 독점권은 폐기된다.
5. 사람들의 인지도는 타 정당의 일부 계열, 혹은 계파로서의 인지도가 아닌, 독립적인 정당 활동과 공약으로 인해 얻어진 정당한 인지도여야만 한다.

당규
1. 모든 합법 정당들은 국가 정당으로 인정될 수 있다.
2. 국가 정당은 인도 하원 총선, 혹은 주 의회 총선 등에서 최소 4개의 주에서 6% 이상의 득표율을 보여야 한다.
3. 또한 국가 정당은 인도 하원, 주 의회 등을 합쳐 최소 4석 이상의 의석을 확보해야만 한다.

정당 연합
인도는 워낙 정당들이 많기에, 각 정당들이 서로 연합하고 갈라지는 일들이 매우 흔한 편이다. 다만 현재는 3개의 정당 연합들만이 국가적인 수준에서 정권을 창출할 만한 힘이 있다고 평가된다. 동일한 정당 연합에 속한 정당들은 대체로 비슷한 이념을 추구하며, 연립 정권, 혹은 내각을 구성하는 일이 상당히 잦다. 3개의 정당 연합은 아래와 같다.
- 국민민주동맹(NDA) - 인도 인민당이 이끄는 중도 우파 계열의 정당 연합이다. 1998년 총선 이후 생겨났으며, 그 직후 의회 과반수를 차지하고 내각을 구성하였다. 2014년 총선에서 543석 중 336석을 차지하는 기염을 토하며 또다시 인도의 공고한 1당 지위를 굳혔으며, 이후 나렌드라 모디 총리를 선출하는 등 여당으로 급부상하였다. 또한 2019년 총선에서도 인도 인민당 단독으로만 303석, 국민민주동맹 총합은 353석으로 또다시 압승하며 장기 집권까지 노리고 있다.
- 통합진보동맹(UPA) - 인도 국민회의가 이끄는 중도 좌파 계열의 정당 연합이다. 2004년 총선 이후 안정적인 정부 지지기반을 만들기 위해 생겨났으며, 2009년 총선 이후 만모한 싱 총리를 선출하며 여당으로 떠올랐다. 다만 지도자들의 리더십 부족, 세습 정치와 같은 악재로 2014년부터는 줄곧 야권에 위치하고 있으나, 워낙 선거에 고전한지라 제 1야당의 자리조차 법적으로 인정받지 못한 상태이다.
- 제3의 전선 -  국민민주동맹과 통합진보동맹, 이 두 연합들 중 어디에도 포함되지 않는 정당들의 연합이다. 지도적인 정당은 없다.

## 같이 보기
- 인도의 카스트
- 민주주의의 역사